# لويجي بيانكي (سياسي)
لويجي بيانكي (بالإنجليزية: Luigi Bianchi)‏ (و. 1856 – 1928 م) هو رياضياتي، وبروفيسور، وسياسي من مملكة إيطاليا، ولد في بارما، كان عضوًا في أكاديمية لينسيان، والأكاديمية الروسية للعلوم، توفي في بيزا، عن عمر يناهز 72 عاماً.

## مناصب
تولى منصب Director of the Scuola Normale Superiore ‏ (1918–1928).

## التعليم
تعلم في أسكولا نورماليه سوبريوريه "المدرسة الثانوية العادية".